# جنگل‌های نمناک ارائوکاریا
جنگل‌های نمناک ارائوکاریا (به پرتغالی: Floresta ombrófila mista) یک جنگل در برزیل است که در ایالت سائو پائولو واقع شده است.